# Ommata seminigra
Ommata seminigra là một loài bọ cánh cứng trong họ Cerambycidae.